# Alto Los Cardales
Alto Los Cardales é uma localidade do partido de Campana, da Província de Buenos Aires, na Argentina. Possui uma população estimada em 2.363 habitantes (INDEC 2001).